# Erik Wahlstedt
Erik Wahlstedt (ur. 16 kwietnia 1976 roku w Göteborgu) – szwedzki piłkarz występujący na pozycji obrońcy. Obecnie gra w Helsingborgs IF.

## Kariera klubowa
Erik Wahlstedt zawodową karierę rozpoczynał w 1993 roku w BK Astrio. Barwy tego klubu reprezentował jednak tylko przez jeden sezon, podczas którego rozegrał piętnaście ligowych meczów. W 1994 roku Szwed podpisał kontrakt z IFK Göteborg. W nowym zespole przez trzy lata pełnił rolę rezerwowego, jednak regularnie dostawał szanse gry. Razem z IFK Wahlstedt trzy razy z rzędu sięgnął po tytuł mistrza Szwecji. Dla ekipy "Blåvitt" rozegrał łącznie 33 spotkania, po czym w 1997 roku przeniósł się do Helsingborgs IF. W drużynie "Di Röe" szwedzki obrońca spędził nieco ponad cztery sezony. W 1999 roku zdobył z nią czwarte w swojej karierze mistrzostwo kraju. W barwach Helsingborgs IF Wahlstedt wystąpił łącznie w 89 ligowych pojedynkach, w których jedenaście razy wpisał się na listę strzelców. Od sezonu 2001/02 wychowanek BK Astrio był zawodnikiem duńskiego Esbjerg fB, z którą zajął kolejno siódmą i piątą lokatę w rozgrywkach Superligaen. Dla Esbjerg fB Wahlstedt rozegrał 79 meczów, po czym w 2004 roku powrócił do Helsingborgs IF. Szwedzki piłkarz nie miał tam problemów z wywalczeniem sobie miejsca w wyjściowej jedenastce. W defensywie Helsingborgs miał okazję grać u boku takich zawodników jak Andreas Granqvist, Jesper Jansson i Andreas Jakobsson. W 2006 roku Wahlstedt zdobył z zespołem puchar Szwecji.

## Kariera reprezentacyjna
W reprezentacji Szwecji Wahlstedt zadebiutował w 1998 roku. W 2004 roku Lars Lagerbäck i Tomas Söderberg powołali go do 23-osobowej kadry na mistrzostwa Europy. Na turnieju tym Szwedzi dotarli do ćwierćfinału, gdzie przegrali po rzutach karnych z Holandią 6:5. Na portugalskich boiskach Wahlstedt nie rozegrał ani jednego spotkania, a w barwach drużyny narodowej zaliczył tylko dwa występy.